# Campeonato Piauiense de Futebol - Segunda Divisão
A segunda divisão do Campeonato Piauiense de Futebol é a competição equivalente ao segundo escalão do estado, a qual é organizada pela Federação de Futebol do Piauí.
Iniciada em 1957 — numa edição que teve o Piauí como campeão — a competição é realizada de forma aleatória, dependendo do interesse e da condição financeira das equipes do estado. Por conseguinte, apresentou diversos hiatos de inatividade em sua história, alguns com décadas de duração. Atualmente, quatro clubes dividem o título de maior vencedor da competição: Auto Esporte Clube, Fluminense, Picos e 4 de Julho possuem duas conquistas cada.

## História
A segunda divisão do Campeonato Piauiense de Futebol estreou em 1957. Nas doze primeiras edições, o Auto Esporte Clube conquistou dois títulos (1966 e 1978) enquanto 4 de Julho, Barras, Botafogo, Caiçara, Comercial Ferroviário, Fluminense, Piauí e Rio Negro obteve uma conquista cada. Apesar de ser a segunda competição do estado, esta é realizada de forma aleatória e apresentou inúmeros hiatos em sua história, incluindo um de mais de duas décadas (1979 a 2002).
O ano de 2007 marcou uma nova pausa, que durou por mais sete anos. A décima terceira edição somente foi realizada em 2015, e terminou sendo conquistada pelo Altos. No ano seguinte, aconteceu o bicampeonato do 4 de Julho. Apesar da sequência de duas edições, o campeonato foi novamente paralisado. O retorno deveria ocorrer em 2018, numa edição disputada por quatro equipes. Contudo, os participantes não entregaram os  laudos de vistoria dos estádios durante o prazo estipulado. Por conseguinte, a Federação optou por cancelar. Em 2019, a competição retornou após dois anos sem realização. Na ocasião, a entidade organizadora apresentou um novo troféu entregue aos clubes campeões; confeccionada no Ceará, a taça pesa cinco quilogramas e tem linhas douradas que sustentam uma bola no topo. Picos e Timon protagonizaram a decisão da décima quinta edição, na qual a equipe de Picos saiu vitoriosa. No ano seguinte, o campeonato teve uma continuação disputada por três clubes: Fluminense, Oeirense e Tiradentes. De acordo com uma reportagem do GloboEsporte.com, a diminuição no número de participantes em relação ao ano anterior ocorreu por "dificuldades financeiras e as incertezas geradas pela pandemia do novo coronavírus." Nesse contexto, a organização adotou protocolo de segurança, incluindo a testagem dos atletas e a realização dos jogos sem a presença de público. A final, por sua vez, foi disputada no estádio Alberto Tavares Silva, Teresina, em 25 de outubro. Na oportunidade, o Fluminense venceu o jogo pelo placar mínimo e conquistou o título da competição.

## Campeões
| Ano       | Campeão               | Placar                | Vice-campeão          |
| --------- | --------------------- | --------------------- | --------------------- |
| 1957      | Piauí                 |                       |                       |
| 1958-1960 | Torneio não disputado | Torneio não disputado | Torneio não disputado |
| 1961      | Rio Negro             |                       |                       |
| 1962      | Torneio não disputado | Torneio não disputado | Torneio não disputado |
| 1963      | Caiçara               |                       |                       |
| 1964      | Ferroviário           |                       |                       |
| 1965      | Botafogo              |                       |                       |
| 1966      | Auto Esporte          |                       |                       |
| 1967      | Fluminense            |                       |                       |
| 1968-1977 | Torneio não disputado | Torneio não disputado | Torneio não disputado |
| 1978      | Auto Esporte          |                       |                       |
| 1979-2002 | Torneio não disputado | Torneio não disputado | Torneio não disputado |
| 2003      | 4 de Julho            | Por pontos            | Oeiras                |
| 2004      | Comercial             | Por pontos            | Oeiras                |
| 2005      | Barras                | 4—1 3—2               | Flamengo              |
| 2006      | Torneio não disputado | Torneio não disputado | Torneio não disputado |
| 2007      | Picos                 | 1—0                   | Caiçara               |
| 2008-2014 | Torneio não disputado | Torneio não disputado | Torneio não disputado |
| 2015      | Altos                 | 3–1                   | Picos                 |
| 2016      | 4 de Julho            | 2–1                   | Comercial             |
| 2017-2018 | Torneio não disputado | Torneio não disputado | Torneio não disputado |
| 2019      | Picos                 | 2–1 1–1               | Timon                 |
| 2020      | Fluminense            | 1–0                   | Tiradentes            |
| 2021      | Oeirense              | 0–0 3–0               | Corisabbá             |
| 2022      | Comercial             | 2–0                   | Ferroviário-PI        |
| 2023      | Oeirense              | 1–0                   | Picos                 |
| 2024      | Piauí                 | 0–0 (3–1 pên.)        | Atlético-PI           |

### Títulos por clube
| Clube          | Título(s)       | Vice(s)         |
| -------------- | --------------- | --------------- |
| Picos          | 2 (2007 e 2019) | 2 (2015 e 2023) |
| Comercial      | 2 (2004 e 2022) | 1 (2016)        |
| Piauí          | 2 (1957 e 2024) | -               |
| Auto Esporte   | 2 (1966 e 1978) | -               |
| 4 de Julho     | 2 (2003 e 2016) | -               |
| Fluminense     | 2 (1967 e 2020) | -               |
| Oeirense       | 2 (2021 e 2023) | -               |
| Caiçara        | 1 (1963)        | 1 (2007)        |
| Ferroviário    | 1 (1964)        | -               |
| Rio Negro      | 1 (1961)        | -               |
| Botafogo       | 1 (1965)        | -               |
| Barras         | 1 (2005)        | -               |
| Altos          | 1 (2015)        | -               |
| Oeiras         | -               | 2 (2003 e 2004) |
| Flamengo       | -               | 1 (2005)        |
| Timon          | -               | 1 (2019)        |
| Corisabbá      | -               | 1 (2021)        |
| Ferroviário-PI | -               | 1 (2022)        |
| Atlético-PI    | -               | 1 (2024)        |

### Títulos por cidade
| Clube       | Título(s)                                           | Vice(s)               |
| ----------- | --------------------------------------------------- | --------------------- |
| Teresina    | 8 (1957, 1961, 1965, 1966, 1967, 1978, 2020 e 2024) | 3 (2005, 2020 e 2024) |
| Oeiras      | 2 (2021 e 2023)                                     | 2 (2003 e 2004)       |
| Campo Maior | 2 (1963 e 2004)                                     | 2 (2007 e 2016)       |
| Picos       | 2 (2007 e 2019)                                     | 2 (2015 e 2023)       |
| Piripiri    | 2 (2003 e 2016)                                     | -                     |
| Floriano    | 1 (1964)                                            | -                     |
| Barras      | 1 (2005)                                            | -                     |
| Altos       | 1 (2015)                                            | -                     |
| Timon       | -                                                   | 1 (2019)              |
| Parnaíba    | -                                                   | 1 (2022)              |